# Draymond Green
Draymond Jamal Green (* 4. März 1990 in Saginaw, Michigan) ist ein US-amerikanischer Basketballspieler. Seit 2012 steht er bei den Golden State Warriors in der NBA unter Vertrag. Green gewann mit den Warriors viermal den NBA-Titel und wurde ebenso oft zum NBA-All-Star gewählt. Im Jahr 2017 wurde er als NBA Defensive Player of the Year ausgezeichnet.

## Karriere

### College
Zwischen 2008 und 2012 war Green in der NCAA für die Spartans der Michigan State University aktiv. Er erreichte mit der Hochschulmannschaft 2009 das Finale der NCAA Division I Basketball Championship und erzielte in diesem Wettbewerb zweimal ein Triple-Double (je eins 2011 und 2012), was zuvor nur Oscar Robertson und Magic Johnson (letzterem ebenfalls für die Michigan State Spartans) gelungen war. Außerdem nahm er an der Universiade 2011 teil. Seine Collegekarriere beendete Green als bester Rebounder der Mannschaftsgeschichte. Von der Trainervereinigung NABC wurde er zum Spieler des Jahres 2012 in der NCAA Division I gewählt.

### NBA
In der anschließenden NBA-Draft wurde Green an 35. Stelle von den Golden State Warriors ausgewählt. Zunächst kam er zwar regelmäßig, aber wenig zum Einsatz, zumal die Warriors in der ersten Runde derselben Draft mit Harrison Barnes einen weiteren Forward ausgewählt hatten. Mit der Zeit erhielt Green jedoch vermehrt Spielzeit, nicht zuletzt, da seine Vielseitigkeit in der Verteidigung gut ins Spielsystem der Warriors passte.
Der endgültige Durchbruch gelang Green in seinem dritten Profijahr 2014/15. Er startete in all seinen 79 Spielen für die Warriors und erzielte dabei 11,7 Punkte, 8,2 Rebounds, 3,7 Assists und 1,6 Steals pro Spiel. Bei den anschließenden Wahlen zum meistverbesserten Spieler der Saison und zum Verteidiger des Jahres landete er in beiden Kategorien auf dem zweiten Platz. Zudem wurde er in das All-Defensive First Team gewählt. Am Ende der Spielzeit gewann Green mit den Warriors die NBA-Meisterschaft. Er verlängerte seinen ausgelaufenen Vertrag bei den Golden State Warriors mit der Unterzeichnung eines Kontrakts im Wert von 85 Millionen US-Dollar um fünf Jahre bis 2020.
Am 11. Dezember 2015 gelang Green beim 124:119-Auswärtssieg ein Five-by-Five. Er beendete das Spiel mit 24 Punkten, 11 Rebounds, 8 Assists, 5 Steals und 5 Blocks. Am 31. Dezember 2015 legte Green sein fünftes Triple-Double der Saison auf. Beim Sieg der Warriors gegen die Houston Rockets erzielte der Power Forward 10 Punkte, 11 Rebounds und 16 Assists. Ein Spiel später gelang Green das nächste Triple-Double. Beim Heimsieg der Warriors gegen die Denver Nuggets legte Green 29 Punkte, 17 Rebounds und 14 Assists auf. Zusätzlich gelangen Green im selben Spiel 4 Steals.

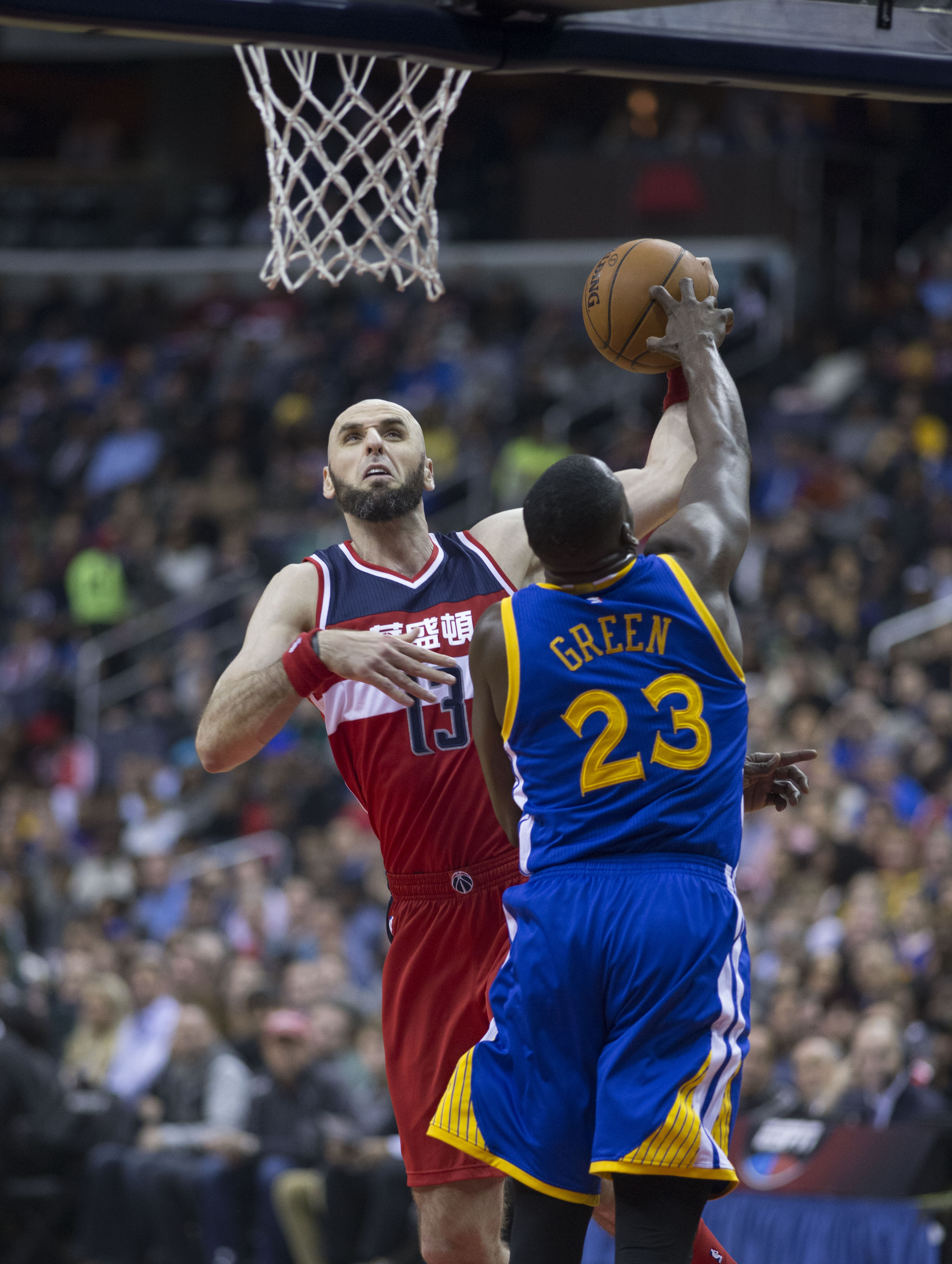
Green verteidigt Marcin Gortat (2016)

Am 4. Januar 2016 gelang Draymond Green sein drittes Triple-Double in Folge. Beim 111:101-Sieg der Warriors gegen die Charlotte Hornets erzielte Green 13 Punkte, 15 Rebounds und 10 Assists. Er wurde damit erst der 15. Spieler in der NBA-Geschichte, dem drei Triple-Doubles in Folge gelungen waren. Bereits im Januar 2016 stellte er mit seinem siebten Saison-Triple-Double einen neuen NBA-Rekord auf für die meisten Triple-Doubles eines Forwards in einer Saison – die bis dahin meisten, sechs, hatten Kevin Garnett (2002/03) und Charles Barkley (1992/93) vorweisen können.
Aufgrund seiner starken Leistungen wurde Draymond Green in das NBA All-Star Game 2016 berufen. Am 3. Februar erzielte Green mit 12 Punkten, 10 Rebounds und 12 Assists sein zehntes Triple-Double der Saison. Damit stellte er einen neuen Franchise-Rekord der Warriors für die meisten Triple-Doubles in einer Saison auf. Mit den Warriors erreichte er erneut die NBA-Finalserie, verlor diese jedoch dieses Mal gegen die Cleveland Cavaliers. Bei den Olympischen Spielen in Rio de Janeiro gewann er mit der US-Auswahl die Goldmedaille.
Ein ungewöhnliches Triple-Double gelang Green am 10. Februar 2017 gegen die Memphis Grizzlies, als er 12 Rebounds, 10 Assists und 10 Steals, aber nur 4 Punkte erzielte. Es war das erste Mal seit Beginn der statistischen Erfassung dieser Werte in der NBA, dass einem Spieler ein Triple-Double ohne eine zweistellige Zahl bei den erzielten Punkte gelungen war. Jeweils mindestens zehn Rebounds, Assists und Steals waren zudem nur einmal, durch Alvin Robertson 1986, erzielt worden. Diesem waren aber zusätzlich noch 20 Punkte und damit ein Quadruple-Double gelungen. Zudem wies Green auch in diesem Spiel fünf Blocks auf und war somit nur einen Punkt von einem weiteren Five-by-Five entfernt.
Kurz darauf nahm er erneut am All-Star Game teil. Mit den Warriors gewann Green 2017 erneut die NBA-Meisterschaft, nachdem man sich im Finale gegen den Titelverteidiger Cleveland Cavaliers durchsetzen konnte. in der darauffolgenden Saison 2017/18 gelang erneut die Meisterschaft gegen die Finalgegner Cleveland Cavaliers.
Am 15. Juni 2021 wurde bekanntgegeben, dass Green in das NBA All-Defensive First Team der Saison NBA 2020/21 gewählt wurde. In der Saison 2021/22 wurde er zum vierten Mal mit Golden State NBA-Meister und ebenso zum vierten Mal in das NBA All-Star-Team berufen. Zu Beginn der Saison 2022/23 wurde im Oktober 2022 bekannt, dass Green im Training handgreiflich gegen seinen Teamkollegen Jordan Poole wurde. Green erhielt eine vereinsinterne Strafe, wurde aber für die Tat nicht suspendiert. In der Saison 2023/24 versetzt Draymond im Spiel der Golden State Warriors gegen die Phoenix Suns dem gegnerischen Spieler Jusuf Nurkić einen Schlag ins Gesicht und wurde dafür vom Platz gestellt. Die NBA verhängte daraufhin, auch in Berücksichtigung seiner wiederholten „Tatbestände von unsportlichem Verhalten“, gegen ihn eine Spielsperre auf „unbestimmte Zeit“. So war er in derselben Saison bereits beim Spiel gegen die Minnesota Timberwolves vom Platz gestellt worden, da er seinen Gegenspieler Rudy Gobert gewürgt hatte.

## Auszeichnung und Erfolge
- 4× NBA-Meister: 2015, 2017, 2018, 2022
- NBA Defensive Player of the Year: 2017
- All-NBA Second Team: 2016
  - All-NBA Third Team: 2017
- 4× NBA All-Star: 2016–2018, 2022
- 5× NBA All-Defensive First Team 2015–2017, 2021, 2025
  - 4× NBA All-Defensive Second Team 2018, 2019, 2022, 2023
- NBA Hustle Award: 2025

## Karriere-Statistiken

### NBA

#### Reguläre Saison
| Saison   | Team         | GP  | GS  | MPG  | FG % | 3P % | FT % | RPG | APG | SPG | BPG | PPG  |
| -------- | ------------ | --- | --- | ---- | ---- | ---- | ---- | --- | --- | --- | --- | ---- |
| 2012–13  | Golden State | 79  | 1   | 13.4 | .327 | .209 | .818 | 3.3 | 0.7 | 0.5 | 0.3 | 2.9  |
| 2013–14  | Golden State | 82  | 12  | 21.9 | .407 | .333 | .667 | 5.0 | 1.9 | 1.2 | 0.9 | 6.2  |
| 2014–15  | Golden State | 79  | 79  | 31.5 | .443 | .337 | .660 | 8.2 | 3.7 | 1.6 | 1.3 | 11.7 |
| 2015–16  | Golden State | 81  | 81  | 34.7 | .490 | .388 | .696 | 9.5 | 7.4 | 1.5 | 1.4 | 14.0 |
| 2016–17  | Golden State | 76  | 76  | 32.5 | .418 | .308 | .709 | 7.9 | 7.0 | 2.0 | 1.4 | 10.2 |
| 2017–18  | Golden State | 70  | 70  | 32.7 | .454 | .301 | .775 | 7.6 | 7.3 | 1.4 | 1.3 | 11.0 |
| 2018–19  | Golden State | 66  | 66  | 31.3 | .445 | .285 | .692 | 7.3 | 6.9 | 1.4 | 1.1 | 7.4  |
| 2019–20  | Golden State | 43  | 43  | 28.4 | .389 | .279 | .759 | 6.2 | 6.2 | 1.4 | 0.8 | 8.0  |
| 2020–21  | Golden State | 63  | 63  | 31.5 | .447 | .270 | .795 | 7.1 | 8.9 | 1.7 | 0.8 | 7.0  |
| 2021–22  | Golden State | 46  | 44  | 28.9 | .525 | .296 | .659 | 7.3 | 7.0 | 1.3 | 1.1 | 7.5  |
| 2022–23  | Golden State | 73  | 73  | 31.5 | .527 | .305 | .713 | 7.2 | 6.8 | 1.0 | 0.8 | 8.5  |
| 2023–24  | Golden State | 55  | 52  | 27.1 | .497 | .395 | .730 | 7.2 | 6.0 | 1.0 | 0.9 | 8.6  |
| Gesamt   | Gesamt       | 813 | 660 | 28.7 | .452 | .319 | .713 | 7.0 | 5.6 | 1.3 | 1.0 | 8.7  |
| All-Star | All-Star     | 3   | 0   | 15.7 | .375 | .000 | .750 | 5.7 | 2.7 | 2.0 | 0.7 | 3.0  |

#### Play-offs
| Saison  | Team         | GP  | GS  | MPG  | FG % | 3P % | FT % | RPG  | APG | SPG | BPG | PPG  |
| ------- | ------------ | --- | --- | ---- | ---- | ---- | ---- | ---- | --- | --- | --- | ---- |
| 2012–13 | Golden State | 12  | 1   | 18.6 | .429 | .391 | .765 | 4.3  | 1.6 | 0.5 | 0.8 | 5.8  |
| 2013–14 | Golden State | 7   | 4   | 32.6 | .467 | .276 | .792 | 8.3  | 2.9 | 1.7 | 1.7 | 11.9 |
| 2014–15 | Golden State | 21  | 21  | 37.3 | .417 | .264 | .736 | 10.1 | 5.2 | 1.8 | 1.2 | 13.7 |
| 2015–16 | Golden State | 23  | 23  | 38.2 | .431 | .365 | .738 | 9.9  | 6.0 | 1.6 | 1.8 | 15.4 |
| 2016–17 | Golden State | 17  | 17  | 34.9 | .447 | .410 | .687 | 9.1  | 6.5 | 1.8 | 1.6 | 13.1 |
| 2017–18 | Golden State | 21  | 21  | 39.0 | .432 | .266 | .796 | 10.6 | 8.1 | 2.0 | 1.5 | 10.8 |
| 2018–19 | Golden State | 22  | 22  | 38.7 | .498 | .228 | .718 | 10.1 | 8.5 | 1.5 | 1.5 | 13.3 |
| 2021–22 | Golden State | 22  | 22  | 32.0 | .479 | .205 | .638 | 7.2  | 6.3 | 1.1 | 1.0 | 8.0  |
| 2022–23 | Golden State | 12  | 9   | 30.6 | .462 | .250 | .727 | 6.9  | 6.8 | 1.5 | 1.0 | 9.4  |
| Gesamt  | Gesamt       | 157 | 140 | 34.7 | .449 | .304 | .727 | 8.9  | 6.2 | 1.5 | 1.4 | 11.6 |